# Eupithecia mediofaciata
Eupithecia mediofaciata là một loài bướm đêm trong họ Geometridae.